# Salto de Agua
Salto de Agua es la localidad urbana del estado mexicano de Chiapas, cabecera del municipio homónimo.

## Geografía
La localidad está ubicada en la posición 17°33′30″N 92°20′43″O / 17.55833, -92.34528, a una altitud de 19 m s. n. m.
Según la clasificación climática de Köppen, el clima corresponde al tipo Am - tropical monzónico.

## Demografía
Cuenta con 6181 habitantes lo que representa un incremento promedio de 1.8% anual en el período 2010-2020 sobre la base de los 5199 habitantes registrados en el censo anterior. Ocupa una superficie de 3.474 km², lo que determina al año 2020 una densidad de 1779 hab/km².
| Gráfica de evolución demográfica de Salto de Agua entre 2000 y 2020 |
|                                                                     |
| Fuente: Instituto Nacional de Estadística Geografía e Informática   |

En el año 2010 estaba clasificada como una localidad de grado medio de vulnerabilidad social.
El 33.20% de la población es maya, mayoritariamente Chol, quienes habitan el interior del municipio, aunque también los hay tseltal. el resto no habla una lengua indígena.
La población de Salto de Agua está mayoritariamente alfabetizada en español (6.76% de personas analfabetas al año 2020) con un grado de escolarización en torno de los 9 años.